# The Crimson Permanent Assurance
The Crimson Permanent Assurance ist ein Kurzfilm von Terry Gilliam. Er wurde im Mai 1983 veröffentlicht und ist in Monty Pythons Film Der Sinn des Lebens als Vorfilm integriert. In der synchronisierten Kinofassung des Films lief dieser unter dem Titel Die G.m.b.H. (Gesellschaft mit beschränkter Hoffnung), während er auf späteren deutschen Video- und DVD-Veröffentlichungen unter seinem englischen Originaltitel herausgebracht wurde. Der Film ist eine satirische Auseinandersetzung mit dem Kapitalismus, der Ausbeutung von Arbeitskräften und dem Umgang mit älteren Mitarbeitern in Unternehmen.

## Inhalt
Die Permanent Assurance ist ein kleines, altmodisches Finanzunternehmen, das seinen Sitz in einem älteren Gebäude in der Londoner City hat. Die Büros sind altmodisch eingerichtet, die Mitarbeiter sind allesamt ältere Männer. Das neue Management der Firma, junge, dynamische Geschäftsleute, übt auf die Mitarbeiter starken Leistungsdruck aus und diese fühlen sich wie Galeerensträflinge. Als einer ihrer Kollegen wegen mangelnder Leistung fristlos entlassen werden soll, meutert die Belegschaft gegen ihr Management. Die alternden Mitarbeiter der Permanent Assurance verwandeln sich in Piraten auf dem Meer der Hochfinanz. Sie machen ihr Bürohaus seeklar und segeln aus der Stadt hinaus ins offene Meer, um die internationale Finanzwelt das Fürchten zu lehren. Aus Aktenschränken werden Kanonen, Büroausrüstung wird zu Säbeln, Dolchen und anderen Handwaffen. Die Piraten überfallen zuerst The Very Big Corporation of America und dann ein Finanzzentrum der Welt nach dem anderen und legen es in Trümmer. Doch eines Tages kommt ein überraschendes Ende: Gewisse neumodische Theorien über die Kugelgestalt der Erde erweisen sich als falsch, und das Haus der Permanent Assurance segelt über den Rand der Welt und stürzt ab.
Im Hauptfilm Der Sinn des Lebens wird später noch einmal kurz Bezug auf den Vorfilm genommen. Eine Gruppe Manager sitzt im Konferenzraum über ihrer Agenda, als vor dem Fenster das Haus der Permanent Assurance auftaucht und die Piraten durch das Fenster den Konferenzraum entern wollen. Der Hintergrundsprecher erklärt, hier habe sich versehentlich der Vorfilm eingeschlichen, aber dagegen habe man Vorkehrungen getroffen. Daraufhin zerdrückt ein umkippendes Hochhaus das Haus der Finanzpiraten.

## Hintergrundinformationen
Der Titel des Films bezieht sich auf Robert Siodmaks Film Der rote Korsar (The Crimson Pirate). Das Gebäude der Permanent Insurance, das am Anfang des Films gezeigt wird, ist das Bürogebäude des Lloyd’s Register of Shipping in der Fenchurch Street in London.
Terry Gilliam drehte den Film mit einer anderen Besetzung, als sie im Hauptfilm Der Sinn des Lebens auftritt. Gilliam selbst sowie Graham Chapman, Michael Palin und Terry Jones treten nur in kleinen Nebenrollen auf, ohne dass dies im Abspann erwähnt wird.